# کروتزن ۹۶۷۹
سیارک ۹۶۷۹ (به انگلیسی: 9679 Crutzen، نامگذاری:2600P-L) نه هزار و ششصد و هفتاد و نهمین سیارک کشف شده‌است که در ۲۴ سپتامبر ۱۹۶۰ کشف شد.
قدر مطلق سیارک برابر ۱۵٫۶۰ است.